# Chiesa di Santa Maria di Capo di Bove
La chiesa di Santa Maria di Capo di Bove (Codebò) era un edificio religioso di Mantova, collocato all'estremità della “città vecchia”, ora scomparsa.

## Storia
Di origine romanica, era situata presso la porta di San Giorgio, all'entrata della città per chi proviene da est percorrendo l'omonimo ponte; venne abbattuta nel 1395 da Francesco I Gonzaga col permesso di papa Bonifacio IX per fare posto all'erigendo castello di San Giorgio, opera di Bartolino da Novara.

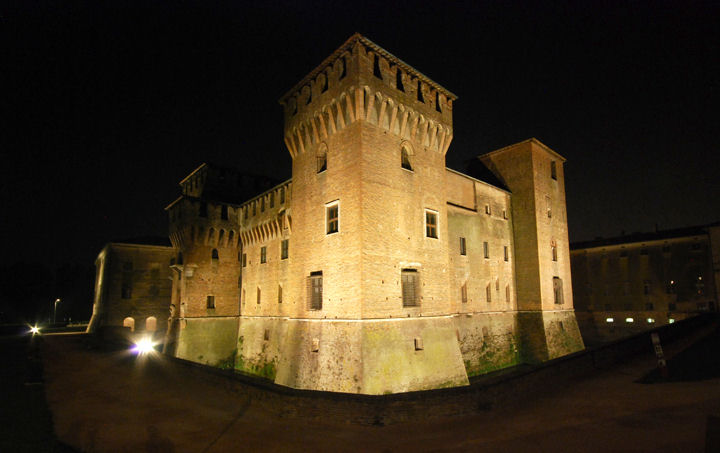
Mantova, Castello di San Giorgio, sorto sulle rovine della chiesa di Santa Maria di Capo di Bove

Era una delle nove chiese collocate all'interno del perimetro della “città vecchia”, che comprendeva piazza Sordello e si estendeva sino alle mura del lago di Mezzo:
- Chiesa di San Pietro, cattedrale di Mantova, tuttora esistente;
- Chiesa di San Paolo, collocata alla sinistra della chiesa di San Pietro, ora scomparsa;
- Chiesa di Sant'Agata, posta dietro la chiesa di San Pietro, esistita sino al 1583 e poi demolita;
- Chiesa di Santa Croce, collocata sul fianco destro di Palazzo Ducale e demolita nel 1421 da Francesco I Gonzaga;
- Chiesa di Santa Maria di Capo di Bove, abbattuta;
- Chiesa di Santa Maria Mater Domini, situata nella parte inferiore di piazza Sordello, è esistita sino al 1402;
- Chiesa di Sant'Alessandro, collocata nella parte inferiore di piazza Sordello, venne abbattuta nel 1587;
- Chiesa di San Damiano, situata nella parte inferiore di piazza Sordello, nei pressi del Fossato dei buoi, corrispondente alla attuale via Accademia. Ora scomparsa;
- Chiesa di Santa Trinità, fiancheggiava il fossato dei Buoi ed era vicina all'attuale palazzo dell'Accademia. Ora scomparsa.